# Девата

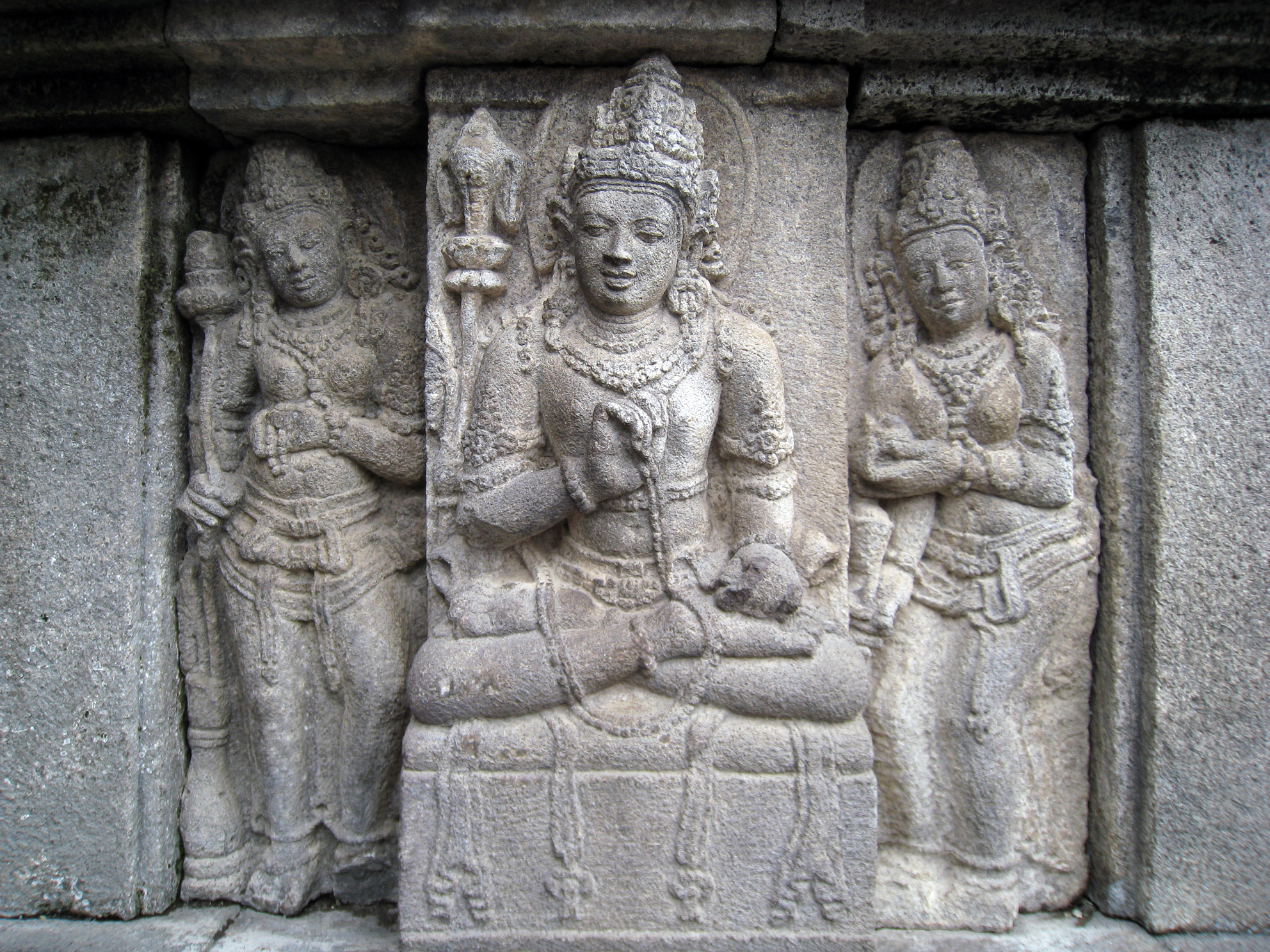
Мужской девата в окружении двух апсар, храм Вишну, Прамбанан

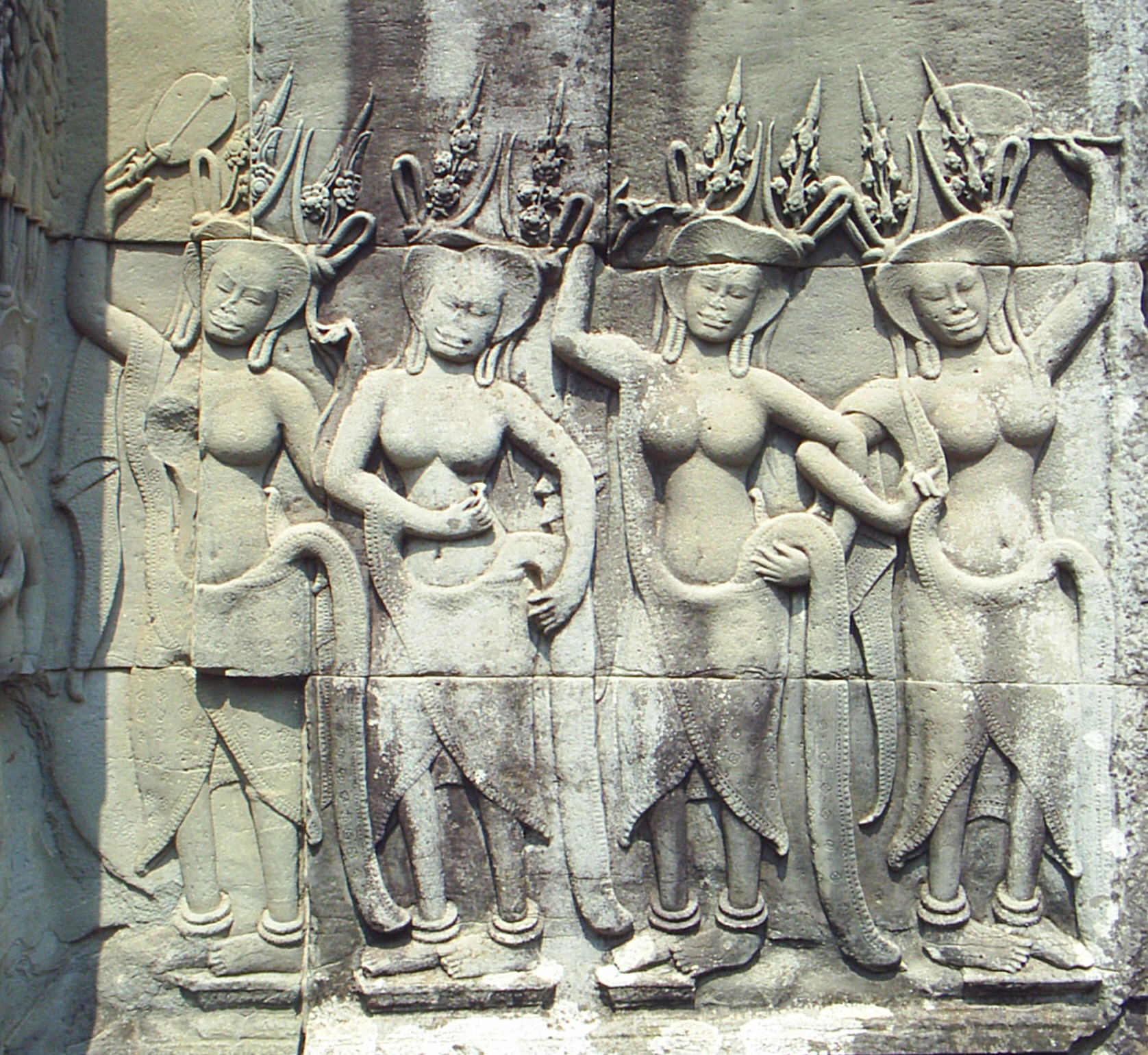
Деваты на Ангкор Вате

Девата (деванагари: देवता; кхмерский: ទេវតា (тевода); яванский, балийский, сунданский, малайский: девата; батакские языки: дебата (тоба), дибата (каро), наибата (сималунгун); филиппинские языки: дивата) — специализированное, сфокусированное на одной из сторон реальности божество в индуизме (существуют, например, деваты лесов, гор, рек, пещер, сторон света и т. д.). Более общий термин для обозначения божества — Дева. Существуют мужские и женские деваты, а также множество видов деват: ванадеваты (лесные духи, возможно, потомки ранних духов природы), грамадевата (деревенские боги), деваты речных переходов, пещер, гор и т. д. В индуизме деваты, охраняющие восемь, девять и десять кардинальных точек, называются Локапала (Хранители Направлений) или, более конкретно, в древней традиции Явы, Девата Нава Санга (Хранители Девяти Направлений). У каждой человеческой деятельности есть своя девата, духовный аналог или аспект.

## Типы деват
Индуистские деваты, например, в регионе Конкан, часто делятся на пять категорий:
1. Грама деваты или деревенские божества, которые могут быть божествами-основателями, такими как Jathera или духи предков на Бали, например Хануман, Кали, Дурга, Бхайрава;
2. Стхана деваты или местные божества, например, в некоторых местах паломничества, таких как Рама в Насике, Витхоба в Пандхарпуре или Кришна в Дварке;
3. Кула деваты или семейные божества, такие как Хандерай;
4. Ишта деваты или избранные божества;
5. Васту деваты или Груха деваты, класс божеств, которые управляют домом.

## В сакральных книгах
Некоторые известные индуистско-буддийские небесные существа принадлежат к группе деват, таких как апсары или видхьядары; небесные девы, посылаемые Индрой из Сварги, чтобы соблазнить медитирующих аскетов и других мужчин; гандхарвы, небесные музыканты. Деваты часто встречаются в индуистских эпосах, таких как Рамаяна и Махабхарата, а также в некоторых буддийских священных писаниях.
Остров Бали называется также Пулау Девата (индонезийский: «остров деват или остров богов») из-за его яркой индуистской культуры и традиций. В Индонезии термин хьянг эквивалентен девате.